# آتش‌ددسانان
آتش‌ددسانان (نام علمی: Pyrotheriidae) نام یک راسته منقرض‌شده از پستانداران است و شامل سرده‌های Baguatherium, Carolozittelia, Colombitherium, Gryphodon, Propyrotherium, Proticia و آتش‌دد می‌شود.
سنگواره (فسیل)های آنان از دور زمین‌شناسی پالئوسن تا الیگوسن در برزیل، پرو و آرژانتین پیدا شده است.
برخی متخصصان کلاد بیگانه‌سمان را هم جزو آتش‌ددسانان قرار می‌دهند.

## طبقه‌بندی
- Colombitheriidae
  - Proticia
  - Colombitherium
- آتش‌ددان (Pyrotheriidae)
  - آتش‌دد (Pyrotherium)
  - Griphodon
  - Propyrotherium
  - Carolozittelia